# U 371
U 371 war ein deutsches U-Boot vom Typ VII C, das im Zweiten Weltkrieg von der deutschen Kriegsmarine im Nordatlantik und im Mittelmeer eingesetzt wurde. Bei seinen 20 Unternehmungen unter vier verschiedenen Kommandanten versenkte es acht Handelsschiffe, zwei Kriegsschiffe und ein Hilfskriegsschiff mit zahlreichen Toten. Am 4. Mai 1944 wurde es vor der Küste Algeriens durch mehrere US-amerikanische, britische und französische Zerstörer schwer beschädigt und danach selbstversenkt, wodurch drei Besatzungsmitglieder starben. Die übrigen 50 Mann seiner Besatzung gerieten in alliierte Kriegsgefangenschaft.

## Bau und Technische Daten
Die Produktion der Kieler Werft der Howaldtswerke wurde – genau wie die der Niederlassung in Hamburg – bei Kriegsbeginn vollständig auf den U-Bootbau umgestellt. Bis zur Erhöhung der Auftragszahlen im Jahr 1943 war die Deutsche Werft für die jährliche Fertigstellung von zwölf U-Booten vorgesehen. Diese Anzahl konnte in keinem Jahr erreicht werden. Ein U-Boot des Typs VII C hatte eine Länge von 67 m und verdrängte 865 m³ unter Wasser. Der Antrieb erfolgte durch zwei Dieselmotoren, die über Wasser eine Geschwindigkeit von 17 Knoten (kn) ermöglichten. Bei der Unterwasserfahrt trieben zwei Elektromotoren das Boot zu einer Geschwindigkeit von 7 kn an. Bis 1944 bestand die Bewaffnung eines VII C-Bootes aus einer 8,8-cm-Kanone und einer 2-cm-Flak C/30 an Deck sowie vier Bugtorpedorohren und einem Hecktorpedorohr. Ein VII C-Boot führte üblicherweise 14 Torpedos mit sich. Im März des Jahres 1941 wurden insgesamt neun Boote des Typs VII C von der Kriegsmarine in Dienst gestellt. Am Turm führte U 371 das Wappen seiner Patenstadt Mönchengladbach sowie, während seiner Zugehörigkeit zur 29. U-Flottille, deren Flottillenzeichen: einen auskeilenden Esel. Eine zusätzliche Maling stellte eine Mücke dar, die auf einem Torpedo reitet.

## Einsatz und Geschichte
Nach zwei Unternehmungen im mittleren und im westlichen Nordatlantik passierte U 371 bei einem sogenannten „Gibraltardurchbruch“ am 21. September 1941 die stark gesicherte Straße von Gibraltar. Bis zur Versenkung des Bootes patrouillierte U 371 im Mittelmeer.

### Angriff auf GUS 38

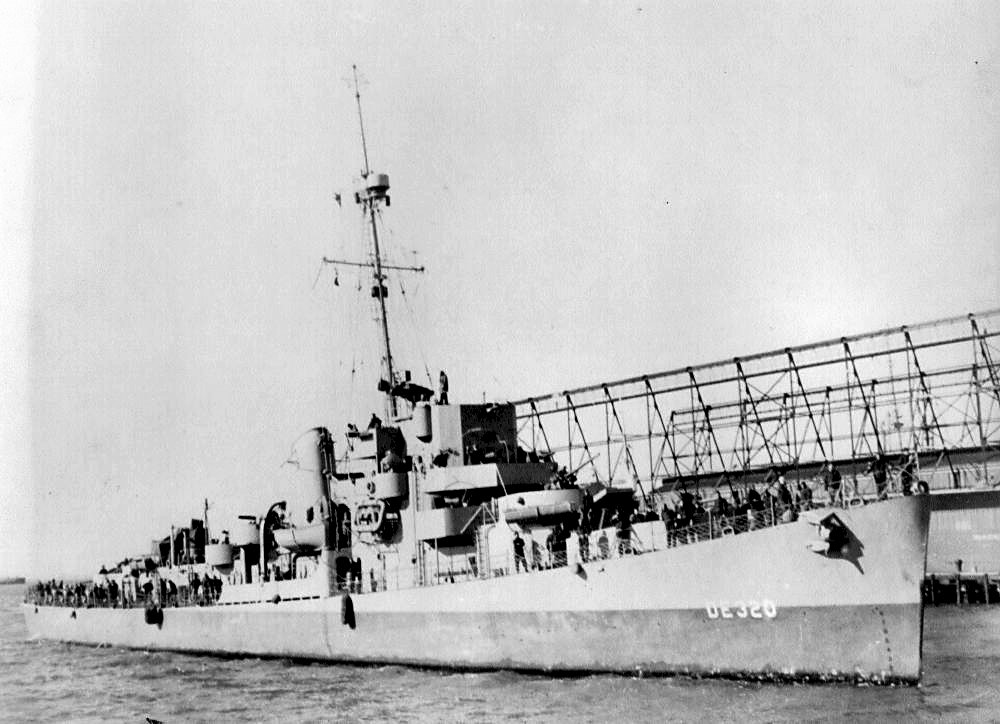
USS Menges

Am 23. April 1944 lief U 371  von Toulon aus auf Patrouille vor der nordafrikanischen Küste. Als Einsatzgebiet war das Seegebiet vor Algier vorgesehen. Kommandant Fenski und der größte Teil der Besatzung waren vorher gemeinsam auf U 410 gefahren. Kommandant Fenski ließ U 371 am 3. Mai zur Aufladung der Batterien an der Oberfläche fahren, als er einen großen Geleitzug entdeckte, der aus mehr als 100 Handelsschiffen bestand, die in Ballast fuhren und auf dem Weg in den Atlantik waren. Der Konvoy GUS 38  war durch 14 Geleitschiffe geschützt. U 371 torpedierte den Geleitzerstörer USS Menges mit einem Schuss aus dem Hecktorpedorohr. Dabei wurden 31 Mann getötet und weitere 25 verletzt. Das Heck der Menges wurde so nachhaltig zerstört, dass sie zur Reparatur nach New York verbracht werden musste. Als weitere Geleitschiffe auf das U-Boot aufmerksam wurden, versuchte Kommandant Fenski in Richtung der afrikanischen Küste zu entkommen. Die koordinierten Wasserbombenangriffe des Geleitschutzes von GUS 38 beschädigten das Boot schwer und verursachten Wassereinbrüche, zudem war die Batterieleistung, aufgrund des unterbrochenen Ladevorgangs, gering. Kommandant Fenski ließ U 371 langsam abtauchen, bis das Boot Grundberührung hatte und sich in 230 Metern Tiefe auf Grund legte. Hier wartete U 371 das Ende des Wasserbombardements ab. Am frühen Morgen des nächsten Tages ließ Kommandant Fenski, in dessen Boot das eindringende Wasser mittlerweile knietief stand, wieder auftauchen. An der Oberfläche wurde U 371 bereits von sechs Kriegsschiffen erwartet, die sofort die Verfolgung aufnahmen. Mit einem weiteren Schuss aus dem Hecktorpedorohr gelang es Kommandant Fenski, den französischen Zerstörer Sénégalais zu treffen, wobei 49 Besatzungsmitglieder getötet wurden, während das Schiff schwimmfähig blieb.

## Versenkung
Da das schwer beschädigte U 371 seiner Ansicht nach keine Chance hatte, den Verfolgern – sechs Zerstörern und einem Minensucher – zu entkommen, entschied Kommandant Fenski, das Boot aufzugeben und befahl der Besatzung, auszusteigen. Der leitende Ingenieur Ferdinand Ritschel und die beiden Zentrale-Maate Kurt Kühne und Richard Ritter, die die Selbstversenkung durch Öffnen der Flutventile einleiteten, kamen nicht mehr rechtzeitig aus dem außerordentlich schnell sinkenden Boot heraus. 46 Mann der Besatzung von U 371, darunter Kommandant Horst-Arno Fenski, wurden von US-amerikanischen Kriegsschiffen gerettet und als Kriegsgefangene nach Algier gebracht, während vier Mann von der schwer beschädigten freifranzösischen Sénégalais als Gefangene an Bord genommen und nach Bejaia (Bougie) gebracht wurden.